# 疏花黑麦草
疏花黑麦草（学名：Lolium remotum）为禾本科黑麦草属下的一个种。

## 扩展阅读
- 維基物種上的相關：疏花黑麦草